# 布萊克·佩羅尼
布萊克·佩羅尼（英語：Blake Pieroni，1995年11月15日—），美國游泳運動員，主要擅長自由式。他代表美國參加了2016年夏季奧運會。在2016年奧運會男子4×100米自由泳接力的比賽上，他是美國隊預賽第三棒的成員，並幫助美國隊獲得金牌。